# Wilgot Svensson
Bror Wilgot Svensson, född 26 februari 1903 i Lundby församling i Göteborgs och Bohus län, död 26 oktober 1975 i Oskar Fredriks församling i Göteborg, var en svensk målare.
Han var son till tunnbindaren Carl Johan Svensson och Anna Kristina Carlberg samt från 1929 gift med Iris Viola Lundqvist. Svensson var huvudsakligen autodidakt som konstnär och var vid sidan av sitt arbete som motorskötare verksam som konstnär. I slutet av 1940-talet kom konsten att ta över en stor del av hans tid. Tillsammans med Eva Arosenius-Constantine ställde han ut på Galerie God konst1954 och han medverkade i ett flertal utställningar med Göteborgs konstförening på Göteborgs konsthall samt ett flera grupputställningar på Galerie God konst. Hans konst består av fruktstilleben, stadsutsikter från Göteborg och dess utkanter samt landskapsskildringar utförda i olja eller pastell. Svensson är representerad med flera målningar vid Göteborgs stadsmuseum.